# Travis Mayer
Travis Mayer (Búfalo, 22 de febrero de 1982) es un deportista estadounidense que compitió en esquí acrobático, especialista en las pruebas de baches.
Participó en dos Juegos Olímpicos de Invierno, obteniendo una medalla de plata en Salt Lake City 2002, en la prueba de baches, y el séptimo lugar en Turín 2006.

## Medallero internacional
| Juegos Olímpicos | Juegos Olímpicos                | Juegos Olímpicos | Juegos Olímpicos |
| Año              | Lugar                           | Medalla          | Competición      |
| ---------------- | ------------------------------- | ---------------- | ---------------- |
| 2002             | Salt Lake City (Estados Unidos) | Medalla de plata | Baches           |